# Lanzettblättriger Froschlöffel
Der Lanzettblättrige Froschlöffel (Alisma lanceolatum), auch Lanzett-Froschlöffel genannt, ist eine Pflanzenart aus der Familie der Froschlöffelgewächse (Alismataceae). Diese Sumpfpflanze ist vor allem in Eurasien verbreitet. Sie kommt weit weniger häufig als der Gewöhnliche Froschlöffel (Alisma plantago-aquatica) vor, ist allerdings auch nicht in jedem Fall eindeutig von diesem zu unterscheiden. Außerdem können die beiden Arten intermediär aussehende Hybriden bilden.

## Beschreibung

### Vegetative Merkmale
Der Lanzettblättrige Froschlöffel wächst an feuchten Standorten als sommergrüne, ausdauernde, krautige Pflanze und erreicht Wuchshöhen von etwa 20 bis 50 (70) Zentimeter, wenn der recht weit aufragende, unbeblätterte Blütenstand im Sommer voll ausgebildet ist. Als Überdauerungsorgane werden Sprossknollen mit einem Durchmesser von 1 bis 2 Zentimeter gebildet. Alle Pflanzenteile sind kahl. 
Es werden sowohl unter (submers) als auch über (emers) der Wasseroberfläche Laubblätter ausgebildet. Die nicht untergetauchten Laubblätter sind in Blattstiel und Blattspreite gegliedert. Der Blattstiel weist eine Länge von 13 bis 25 Zentimeter auf. Die mit einer Länge von 6 bis 13 Zentimeter und einer Breite von 1,5 bis 5 Zentimeter (manchmal auch etwas größeren) mehr oder weniger breit-lanzettlichen oder elliptischen Blattspreiten besitzen fünf bis sieben Blattadern und wirken typischerweise etwas blaugrün. Der Blattgrund verschmälert sich allmählich in den Stiel. Wie bei den meisten Froschlöffelgewächsen sind die zunächst hervorgebrachten Unterwasserblätter dagegen eher bandförmig.

### Generative Merkmale
Im Vergleich zum Gewöhnlichen Froschlöffel ist der Blütenstand etwas kompakter und weniger ausladend. Der bis 70 Zentimeter lange Gesamtblütenstand besitzt drei bis sechs Verzweigungen mit insgesamt 15 bis 45 rispigen Teilblütenständen. Die dreieckig-eiförmigen Hochblätter weisen eine Länge von 5 bis 10 Millimeter auf. Die Blütenstiele haben eine Länge von 1,5 bis 2,5 Zentimeter. 

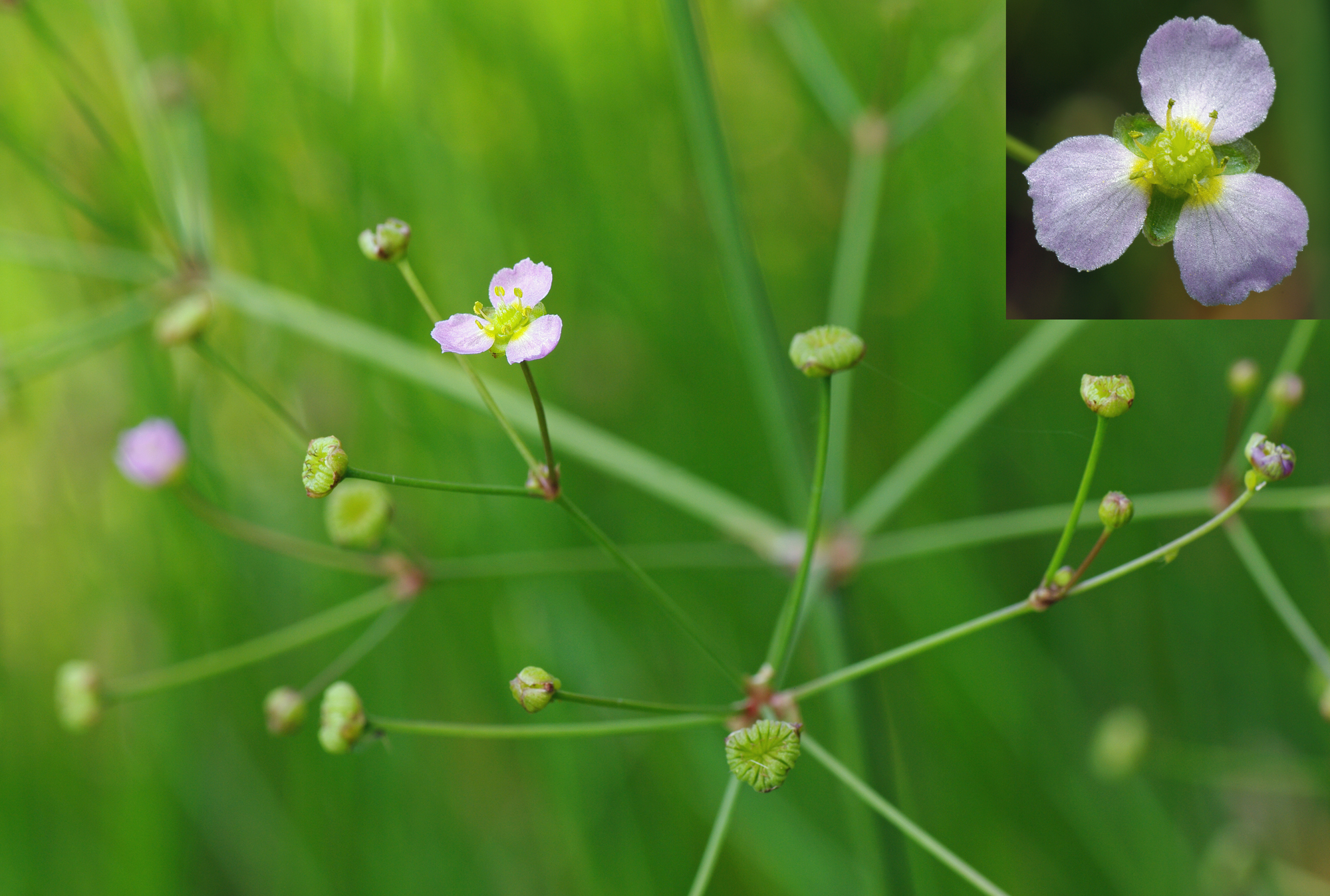
Ausschnitt des Blütenstandes sowie vergrößerte Einzelblüte

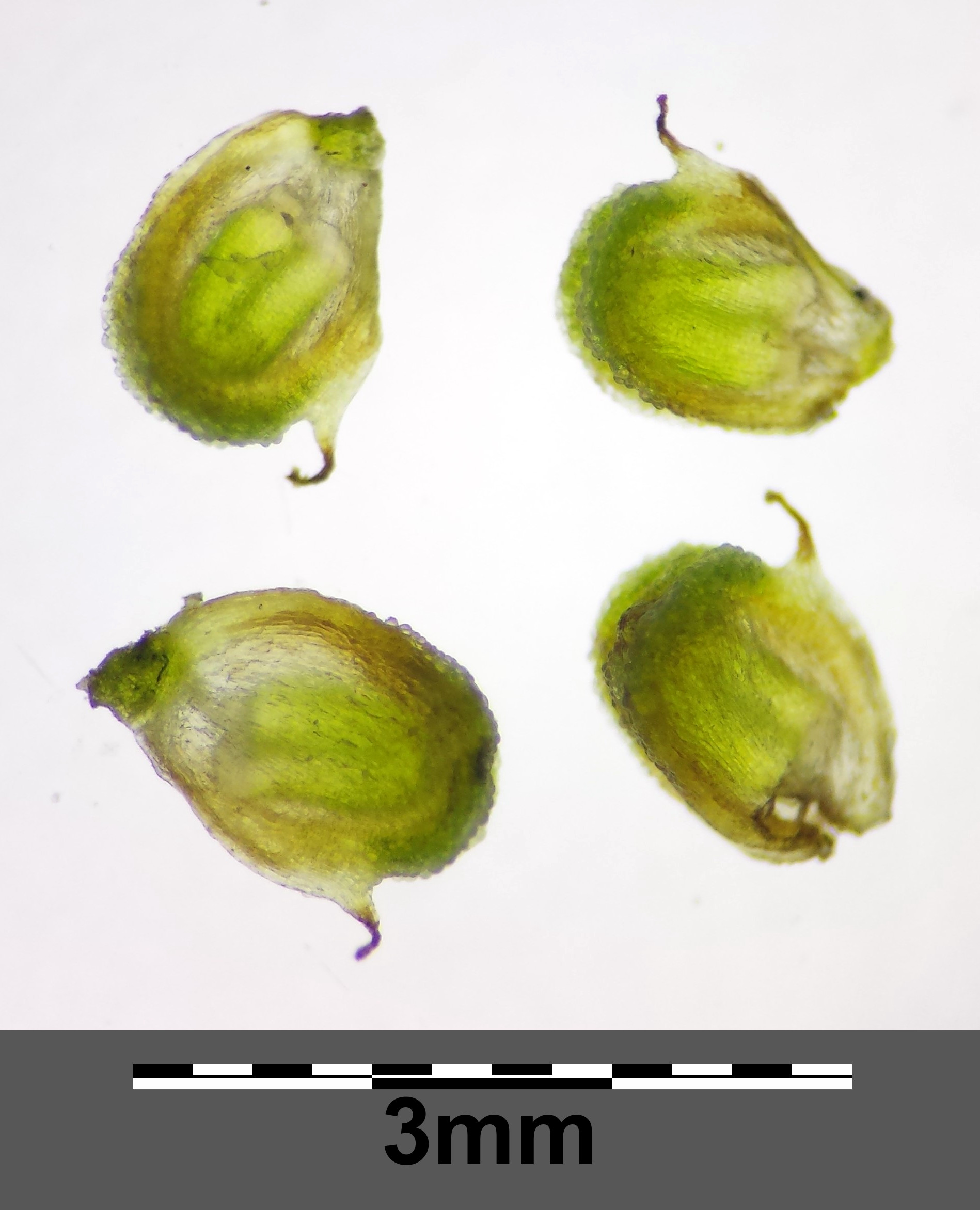
Nüsschen

Die relativ kleinen Blüten sind zwittrig und dreizählig mit doppelter Blütenhülle. Die drei grünen, breit-eiförmigen Kelchblätter weisen eine Länge von 1,5 bis 3,2 Millimeter und eine Breite von 2 bis 2,5 Millimeter auf. Die drei zartrosa bis blassviolett gefärbten Kronblätter sind mit einer Länge von 4 bis 6,5 Millimeter größer als die Kelchblätter, fast kreisförmig und oft mittig zugespitzt. 
Die sechs Staubblätter stehen in einem Kreis. Die Staubfäden sind etwa 2 Millimeter lang. Die elliptischen oder länglichen Staubbeutel weisen eine Länge von 0,6 bis 1,2 Millimeter auf. Der Fruchtknoten hat eine Länge von 0,4 bis 0,6 Millimeter. Der mehr oder weniger aufrechte Griffel, der im obersten Drittel (bis Hälfte) die Funktion einer Narbe besitzt, erreicht eine Länge von 0,6 bis 1 Millimeter. Eine zweifelsfreie Unterscheidung der beiden Arten ist anhand der Blütenmorphologie möglich: Der stigmatöse Bereich ist bei Alisma lanceolatum mit 0,3 bis 0,8 Millimetern durchschnittlich nur halb so groß und mit groben Papillen besetzt (bei Alisma plantago-aquatica finden sich lediglich kleine Papillen im vordersten Fünftel des Griffels).
Die Blüten öffnen sich jeweils bereits am Morgen und sind nachmittags in der Regel wieder geschlossen, wohingegen der Gewöhnliche Froschlöffel seine weißen bis schwach-rosa Blüten meist erst gegen Mittag öffnet und nachmittags offenhält. Die Blütezeit reicht von Mai bis September, in Mitteleuropa liegt diese im Hochsommer.
Die verkehrt-eiförmigen, hellbraunen Achänen besitzen eine Länge von 1,6 bis 2 (selten bis 3) Millimeter, ein bis zwei Rillen und einen aufrechten Schnabel. Die Früchte reifen von Juni bis September. Die rötlich-braunen Samen sind bei einer Länge von etwa 1,5 Millimeter länglich.
Die Chromosomenzahl beträgt 2n = 26, 28, 34 oder 36.

## Vorkommen und Gefährdung

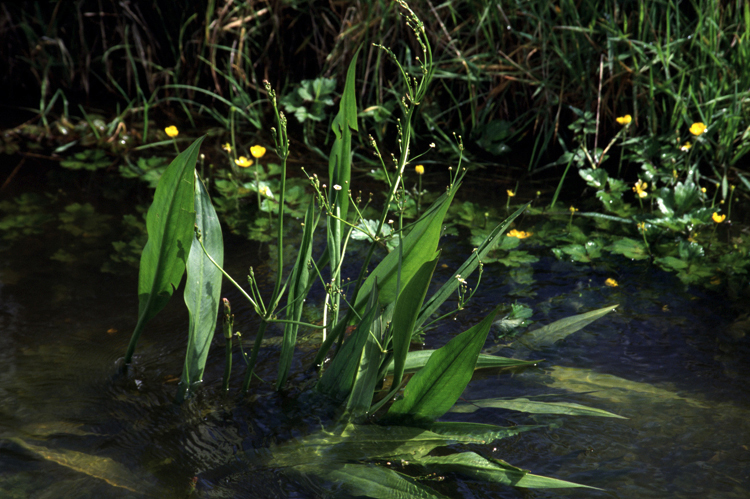
Alisma lanceolatum in einem Fließgewässer in Kalifornien

Das natürliche Verbreitungsgebiet von Alisma lanceolatum reicht von Europa bis Zentralasien und China, und die Art ist auch in Nordwestindien sowie im nordwestafrikanischen Maghreb und in Makaronesien verbreitet.   Darüber hinaus wurde sie nach Südamerika, in den Süden Australiens und in die USA eingeschleppt und breitet sich durch Samen und ihre Knollen aus. Für die USA sind besonders die im Westen gelegenen Bundesstaaten Oregon und Kalifornien für ihre Vorkommen bekannt. Alisma lanceolatum wird in Feuchtgebieten, vor allem im Nassreisanbau als gefährliche invasive Pflanze bewertet.
Innerhalb Europas reicht das Areal nordwärts vereinzelt bis Schottland und Südskandinavien. Schwerpunkte des Vorkommens bilden in Mitteleuropa die größeren Flusstäler; dazwischen gibt es teils weiträumige Verbreitungslücken. In einigen Bundesländern Deutschlands wird die Spezies auf Roten Listen gefährdeter Arten geführt, regional gilt sie manchmal sogar als „vom Aussterben bedroht“. In der Roten Liste gefährdeter Arten Tiere, Pflanzen und Pilze Deutschlands wird die Art als „ungefährdet“ eingestuft. Auch in Österreich ist die Art zerstreut bis selten und wird als „gefährdet“ eingestuft. Die Verbreitung in der Schweiz ist sehr unstetig und auf tiefere Lagen beschränkt. Die Gefährdungsbewertung lautet hier landesweit: „vulnerable“ (gefährdet/verletzlich).
Lanzettblättriger Froschlöffel besiedelt Uferzonen und sommerlich trockenfallende Schlamm-, Sand-, Lehm- und Schlickböden nährstoff- und basenreicher Standorte, etwa in Auentümpeln, Gräben oder in Feldsöllen. Lokal wächst er auch an elektrolytreichen Binnensalzstellen, nicht jedoch an der Nordseeküste. Nach den Ellenbergschen Zeigerwerten handelt es sich unter anderem um einen Wärme- (T7) und einen Schwachbasenzeiger (R7), vor allem aber um einen Wechselwasserzeiger (F10). Pflanzensoziologisch sind die amphibischen Standorte vorwiegend den Röhrichten und Großseggenrieden (Ordnung Phragmitetalia australis) zuzuordnen. Ebenso wie andere Froschlöffelarten wird Alisma lanceolatum als Zierpflanze an Gartenteichen verwendet.

## Systematik
Alisma lanceolatum wurde 1796 durch William Withering in An Arrangement of British Plants, Third Edition, 2, S. 362 erstveröffentlicht. Synonyme sind Alisma plantago-aquatica var. lanceolatum (With.) Lej. und Alisma stenophyllum Samuelsson.